# Aria (hudební skupina)

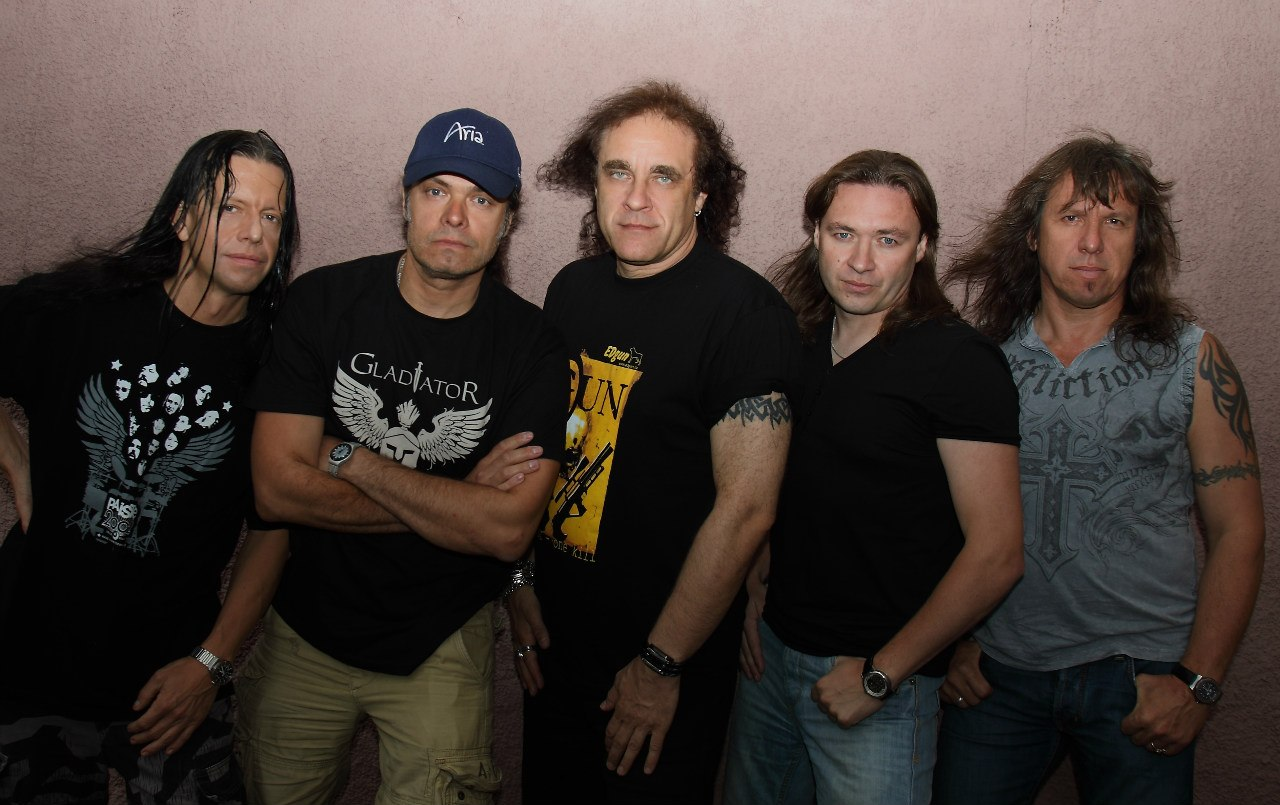
Kapela Arija v roce 2013

Arija (rusky Ария) je ruská heavy metalová skupina založena v roce 1985 v Moskvě. Ačkoli to nebyla první sovětská kapela, která hrála heavy metal, Arija byla prvním průkopníkem mainstreamových medií a komerčního úspěchu. Podle několika veřejných průzkumů, se řadí Arija mezi 10 nejpopulárnějších ruských kapel. Jejich hudba se podobala NWOBHM kapelám, za což byli v mediích označováni jako „ruští Iron Maiden“.
Kapela má většinu svých textů napsaných profesionálními basníky Margaritou Puškinou a Alexandrem Jelinem, a ne jejími členy. Od založení kapely několik jejích zakládajících členů vytvořilo vlastní kapely, což vedlo k tomu, že se Aria stala základem takzvané „rodiny Aria“. Master, hudební skupina tvořená čtyřmi bývalými členy Arie, je jednou z nejvlivnějších ruských kapel. Skupina Kipělov je příkladem kapely tvořené vedoucím zpěvákem Valerijem Kipělovem, který zůstal s kapelou do roku 2002.

## Studiová alba
- Мания Величия (1985)
- С Кем Ты? (1986)
- Герой Асфальта (1987)
- Игра с огнём (1989)
- Кровь за кровь (1991)
- Ночь короче дня (1995)
- Генератор Зла (1998)
- Химера (2001)
- Крещение огнём (2003)
- Армагеддон (2006)
- Феникс (2011)
- Через все времена (2014)
- Проклятье морей (2018)